# Carlo Leopoldo Calcagnini
Pour les articles homonymes, voir Calcagnini.
Carlo Leopoldo Calcagnini, né le 21 janvier 1679 à Ferrare, dans l'actuelle province éponyme, en Émilie-Romagne, alors capitale du duché de Ferrare, dans les États pontificaux, et mort le 27 août 1746 à Rome, est un cardinal italien du XVIIIe siècle. 

## Biographie
Carlo Leopoldo Calcagnini est un expert renommé en matière de testaments et successions. Il exerce diverses fonctions[Lesquelles ?] au sein de la Curie romaine. 
Le pape Benoît XIV le crée cardinal lors du consistoire du 9 septembre 1743. 

### Sources
- Fiche du cardinal Carlo Leopoldo Calcagnini sur le site fiu.edu